# Правило блуждающего квадрата
Правило «блуждающего» квадрата — позволяет определять способность короля задержать 2 проходные изолированные пешки соперника.
|   | a | b | c | d | e | f | g | h |   |
| - | --- | --- | --- | --- | --- | --- | --- | --- | - |
| 8 | d8 чёрный крест · d7 чёрный крест · d6 чёрный крест · a5 чёрный крест · b5 чёрный крест · c5 чёрный крест · d5 чёрный крест | d8 чёрный крест · d7 чёрный крест · d6 чёрный крест · a5 чёрный крест · b5 чёрный крест · c5 чёрный крест · d5 чёрный крест | d8 чёрный крест · d7 чёрный крест · d6 чёрный крест · a5 чёрный крест · b5 чёрный крест · c5 чёрный крест · d5 чёрный крест | d8 чёрный крест · d7 чёрный крест · d6 чёрный крест · a5 чёрный крест · b5 чёрный крест · c5 чёрный крест · d5 чёрный крест | d8 чёрный крест · d7 чёрный крест · d6 чёрный крест · a5 чёрный крест · b5 чёрный крест · c5 чёрный крест · d5 чёрный крест | d8 чёрный крест · d7 чёрный крест · d6 чёрный крест · a5 чёрный крест · b5 чёрный крест · c5 чёрный крест · d5 чёрный крест | d8 чёрный крест · d7 чёрный крест · d6 чёрный крест · a5 чёрный крест · b5 чёрный крест · c5 чёрный крест · d5 чёрный крест | d8 чёрный крест · d7 чёрный крест · d6 чёрный крест · a5 чёрный крест · b5 чёрный крест · c5 чёрный крест · d5 чёрный крест | 8 |
| 7 | d8 чёрный крест · d7 чёрный крест · d6 чёрный крест · a5 чёрный крест · b5 чёрный крест · c5 чёрный крест · d5 чёрный крест | d8 чёрный крест · d7 чёрный крест · d6 чёрный крест · a5 чёрный крест · b5 чёрный крест · c5 чёрный крест · d5 чёрный крест | d8 чёрный крест · d7 чёрный крест · d6 чёрный крест · a5 чёрный крест · b5 чёрный крест · c5 чёрный крест · d5 чёрный крест | d8 чёрный крест · d7 чёрный крест · d6 чёрный крест · a5 чёрный крест · b5 чёрный крест · c5 чёрный крест · d5 чёрный крест | d8 чёрный крест · d7 чёрный крест · d6 чёрный крест · a5 чёрный крест · b5 чёрный крест · c5 чёрный крест · d5 чёрный крест | d8 чёрный крест · d7 чёрный крест · d6 чёрный крест · a5 чёрный крест · b5 чёрный крест · c5 чёрный крест · d5 чёрный крест | d8 чёрный крест · d7 чёрный крест · d6 чёрный крест · a5 чёрный крест · b5 чёрный крест · c5 чёрный крест · d5 чёрный крест | d8 чёрный крест · d7 чёрный крест · d6 чёрный крест · a5 чёрный крест · b5 чёрный крест · c5 чёрный крест · d5 чёрный крест | 7 |
| 6 | d8 чёрный крест · d7 чёрный крест · d6 чёрный крест · a5 чёрный крест · b5 чёрный крест · c5 чёрный крест · d5 чёрный крест | d8 чёрный крест · d7 чёрный крест · d6 чёрный крест · a5 чёрный крест · b5 чёрный крест · c5 чёрный крест · d5 чёрный крест | d8 чёрный крест · d7 чёрный крест · d6 чёрный крест · a5 чёрный крест · b5 чёрный крест · c5 чёрный крест · d5 чёрный крест | d8 чёрный крест · d7 чёрный крест · d6 чёрный крест · a5 чёрный крест · b5 чёрный крест · c5 чёрный крест · d5 чёрный крест | d8 чёрный крест · d7 чёрный крест · d6 чёрный крест · a5 чёрный крест · b5 чёрный крест · c5 чёрный крест · d5 чёрный крест | d8 чёрный крест · d7 чёрный крест · d6 чёрный крест · a5 чёрный крест · b5 чёрный крест · c5 чёрный крест · d5 чёрный крест | d8 чёрный крест · d7 чёрный крест · d6 чёрный крест · a5 чёрный крест · b5 чёрный крест · c5 чёрный крест · d5 чёрный крест | d8 чёрный крест · d7 чёрный крест · d6 чёрный крест · a5 чёрный крест · b5 чёрный крест · c5 чёрный крест · d5 чёрный крест | 6 |
| 5 | d8 чёрный крест · d7 чёрный крест · d6 чёрный крест · a5 чёрный крест · b5 чёрный крест · c5 чёрный крест · d5 чёрный крест | d8 чёрный крест · d7 чёрный крест · d6 чёрный крест · a5 чёрный крест · b5 чёрный крест · c5 чёрный крест · d5 чёрный крест | d8 чёрный крест · d7 чёрный крест · d6 чёрный крест · a5 чёрный крест · b5 чёрный крест · c5 чёрный крест · d5 чёрный крест | d8 чёрный крест · d7 чёрный крест · d6 чёрный крест · a5 чёрный крест · b5 чёрный крест · c5 чёрный крест · d5 чёрный крест | d8 чёрный крест · d7 чёрный крест · d6 чёрный крест · a5 чёрный крест · b5 чёрный крест · c5 чёрный крест · d5 чёрный крест | d8 чёрный крест · d7 чёрный крест · d6 чёрный крест · a5 чёрный крест · b5 чёрный крест · c5 чёрный крест · d5 чёрный крест | d8 чёрный крест · d7 чёрный крест · d6 чёрный крест · a5 чёрный крест · b5 чёрный крест · c5 чёрный крест · d5 чёрный крест | d8 чёрный крест · d7 чёрный крест · d6 чёрный крест · a5 чёрный крест · b5 чёрный крест · c5 чёрный крест · d5 чёрный крест | 5 |
| 4 | d8 чёрный крест · d7 чёрный крест · d6 чёрный крест · a5 чёрный крест · b5 чёрный крест · c5 чёрный крест · d5 чёрный крест | d8 чёрный крест · d7 чёрный крест · d6 чёрный крест · a5 чёрный крест · b5 чёрный крест · c5 чёрный крест · d5 чёрный крест | d8 чёрный крест · d7 чёрный крест · d6 чёрный крест · a5 чёрный крест · b5 чёрный крест · c5 чёрный крест · d5 чёрный крест | d8 чёрный крест · d7 чёрный крест · d6 чёрный крест · a5 чёрный крест · b5 чёрный крест · c5 чёрный крест · d5 чёрный крест | d8 чёрный крест · d7 чёрный крест · d6 чёрный крест · a5 чёрный крест · b5 чёрный крест · c5 чёрный крест · d5 чёрный крест | d8 чёрный крест · d7 чёрный крест · d6 чёрный крест · a5 чёрный крест · b5 чёрный крест · c5 чёрный крест · d5 чёрный крест | d8 чёрный крест · d7 чёрный крест · d6 чёрный крест · a5 чёрный крест · b5 чёрный крест · c5 чёрный крест · d5 чёрный крест | d8 чёрный крест · d7 чёрный крест · d6 чёрный крест · a5 чёрный крест · b5 чёрный крест · c5 чёрный крест · d5 чёрный крест | 4 |
| 3 | d8 чёрный крест · d7 чёрный крест · d6 чёрный крест · a5 чёрный крест · b5 чёрный крест · c5 чёрный крест · d5 чёрный крест | d8 чёрный крест · d7 чёрный крест · d6 чёрный крест · a5 чёрный крест · b5 чёрный крест · c5 чёрный крест · d5 чёрный крест | d8 чёрный крест · d7 чёрный крест · d6 чёрный крест · a5 чёрный крест · b5 чёрный крест · c5 чёрный крест · d5 чёрный крест | d8 чёрный крест · d7 чёрный крест · d6 чёрный крест · a5 чёрный крест · b5 чёрный крест · c5 чёрный крест · d5 чёрный крест | d8 чёрный крест · d7 чёрный крест · d6 чёрный крест · a5 чёрный крест · b5 чёрный крест · c5 чёрный крест · d5 чёрный крест | d8 чёрный крест · d7 чёрный крест · d6 чёрный крест · a5 чёрный крест · b5 чёрный крест · c5 чёрный крест · d5 чёрный крест | d8 чёрный крест · d7 чёрный крест · d6 чёрный крест · a5 чёрный крест · b5 чёрный крест · c5 чёрный крест · d5 чёрный крест | d8 чёрный крест · d7 чёрный крест · d6 чёрный крест · a5 чёрный крест · b5 чёрный крест · c5 чёрный крест · d5 чёрный крест | 3 |
| 2 | d8 чёрный крест · d7 чёрный крест · d6 чёрный крест · a5 чёрный крест · b5 чёрный крест · c5 чёрный крест · d5 чёрный крест | d8 чёрный крест · d7 чёрный крест · d6 чёрный крест · a5 чёрный крест · b5 чёрный крест · c5 чёрный крест · d5 чёрный крест | d8 чёрный крест · d7 чёрный крест · d6 чёрный крест · a5 чёрный крест · b5 чёрный крест · c5 чёрный крест · d5 чёрный крест | d8 чёрный крест · d7 чёрный крест · d6 чёрный крест · a5 чёрный крест · b5 чёрный крест · c5 чёрный крест · d5 чёрный крест | d8 чёрный крест · d7 чёрный крест · d6 чёрный крест · a5 чёрный крест · b5 чёрный крест · c5 чёрный крест · d5 чёрный крест | d8 чёрный крест · d7 чёрный крест · d6 чёрный крест · a5 чёрный крест · b5 чёрный крест · c5 чёрный крест · d5 чёрный крест | d8 чёрный крест · d7 чёрный крест · d6 чёрный крест · a5 чёрный крест · b5 чёрный крест · c5 чёрный крест · d5 чёрный крест | d8 чёрный крест · d7 чёрный крест · d6 чёрный крест · a5 чёрный крест · b5 чёрный крест · c5 чёрный крест · d5 чёрный крест | 2 |
| 1 | d8 чёрный крест · d7 чёрный крест · d6 чёрный крест · a5 чёрный крест · b5 чёрный крест · c5 чёрный крест · d5 чёрный крест | d8 чёрный крест · d7 чёрный крест · d6 чёрный крест · a5 чёрный крест · b5 чёрный крест · c5 чёрный крест · d5 чёрный крест | d8 чёрный крест · d7 чёрный крест · d6 чёрный крест · a5 чёрный крест · b5 чёрный крест · c5 чёрный крест · d5 чёрный крест | d8 чёрный крест · d7 чёрный крест · d6 чёрный крест · a5 чёрный крест · b5 чёрный крест · c5 чёрный крест · d5 чёрный крест | d8 чёрный крест · d7 чёрный крест · d6 чёрный крест · a5 чёрный крест · b5 чёрный крест · c5 чёрный крест · d5 чёрный крест | d8 чёрный крест · d7 чёрный крест · d6 чёрный крест · a5 чёрный крест · b5 чёрный крест · c5 чёрный крест · d5 чёрный крест | d8 чёрный крест · d7 чёрный крест · d6 чёрный крест · a5 чёрный крест · b5 чёрный крест · c5 чёрный крест · d5 чёрный крест | d8 чёрный крест · d7 чёрный крест · d6 чёрный крест · a5 чёрный крест · b5 чёрный крест · c5 чёрный крест · d5 чёрный крест | 1 |
|   | a | b | c | d | e | f | g | h |   |

Пешки, находящиеся на одной горизонтали, образуют общий квадрат со стороной, равной расстоянию между ними, который при продвижении пешек перемещается по доске (отсюда название). При совпадении стороны квадрата с 8-й (1-й) горизонталью король соперника не в состоянии задержать эти пешки.
|   | a                                                  | b                                                  | c                                                  | d                                                  | e                                                  | f                                                  | g                                                  | h                                                  |   |
| - | -------------------------------------------------- | -------------------------------------------------- | -------------------------------------------------- | -------------------------------------------------- | -------------------------------------------------- | -------------------------------------------------- | -------------------------------------------------- | -------------------------------------------------- | - |
| 8 | b7 чёрный король · a5 белая пешка · d5 белая пешка | b7 чёрный король · a5 белая пешка · d5 белая пешка | b7 чёрный король · a5 белая пешка · d5 белая пешка | b7 чёрный король · a5 белая пешка · d5 белая пешка | b7 чёрный король · a5 белая пешка · d5 белая пешка | b7 чёрный король · a5 белая пешка · d5 белая пешка | b7 чёрный король · a5 белая пешка · d5 белая пешка | b7 чёрный король · a5 белая пешка · d5 белая пешка | 8 |
| 7 | b7 чёрный король · a5 белая пешка · d5 белая пешка | b7 чёрный король · a5 белая пешка · d5 белая пешка | b7 чёрный король · a5 белая пешка · d5 белая пешка | b7 чёрный король · a5 белая пешка · d5 белая пешка | b7 чёрный король · a5 белая пешка · d5 белая пешка | b7 чёрный король · a5 белая пешка · d5 белая пешка | b7 чёрный король · a5 белая пешка · d5 белая пешка | b7 чёрный король · a5 белая пешка · d5 белая пешка | 7 |
| 6 | b7 чёрный король · a5 белая пешка · d5 белая пешка | b7 чёрный король · a5 белая пешка · d5 белая пешка | b7 чёрный король · a5 белая пешка · d5 белая пешка | b7 чёрный король · a5 белая пешка · d5 белая пешка | b7 чёрный король · a5 белая пешка · d5 белая пешка | b7 чёрный король · a5 белая пешка · d5 белая пешка | b7 чёрный король · a5 белая пешка · d5 белая пешка | b7 чёрный король · a5 белая пешка · d5 белая пешка | 6 |
| 5 | b7 чёрный король · a5 белая пешка · d5 белая пешка | b7 чёрный король · a5 белая пешка · d5 белая пешка | b7 чёрный король · a5 белая пешка · d5 белая пешка | b7 чёрный король · a5 белая пешка · d5 белая пешка | b7 чёрный король · a5 белая пешка · d5 белая пешка | b7 чёрный король · a5 белая пешка · d5 белая пешка | b7 чёрный король · a5 белая пешка · d5 белая пешка | b7 чёрный король · a5 белая пешка · d5 белая пешка | 5 |
| 4 | b7 чёрный король · a5 белая пешка · d5 белая пешка | b7 чёрный король · a5 белая пешка · d5 белая пешка | b7 чёрный король · a5 белая пешка · d5 белая пешка | b7 чёрный король · a5 белая пешка · d5 белая пешка | b7 чёрный король · a5 белая пешка · d5 белая пешка | b7 чёрный король · a5 белая пешка · d5 белая пешка | b7 чёрный король · a5 белая пешка · d5 белая пешка | b7 чёрный король · a5 белая пешка · d5 белая пешка | 4 |
| 3 | b7 чёрный король · a5 белая пешка · d5 белая пешка | b7 чёрный король · a5 белая пешка · d5 белая пешка | b7 чёрный король · a5 белая пешка · d5 белая пешка | b7 чёрный король · a5 белая пешка · d5 белая пешка | b7 чёрный король · a5 белая пешка · d5 белая пешка | b7 чёрный король · a5 белая пешка · d5 белая пешка | b7 чёрный король · a5 белая пешка · d5 белая пешка | b7 чёрный король · a5 белая пешка · d5 белая пешка | 3 |
| 2 | b7 чёрный король · a5 белая пешка · d5 белая пешка | b7 чёрный король · a5 белая пешка · d5 белая пешка | b7 чёрный король · a5 белая пешка · d5 белая пешка | b7 чёрный король · a5 белая пешка · d5 белая пешка | b7 чёрный король · a5 белая пешка · d5 белая пешка | b7 чёрный король · a5 белая пешка · d5 белая пешка | b7 чёрный король · a5 белая пешка · d5 белая пешка | b7 чёрный король · a5 белая пешка · d5 белая пешка | 2 |
| 1 | b7 чёрный король · a5 белая пешка · d5 белая пешка | b7 чёрный король · a5 белая пешка · d5 белая пешка | b7 чёрный король · a5 белая пешка · d5 белая пешка | b7 чёрный король · a5 белая пешка · d5 белая пешка | b7 чёрный король · a5 белая пешка · d5 белая пешка | b7 чёрный король · a5 белая пешка · d5 белая пешка | b7 чёрный король · a5 белая пешка · d5 белая пешка | b7 чёрный король · a5 белая пешка · d5 белая пешка | 1 |
|   | a                                                  | b                                                  | c                                                  | d                                                  | e                                                  | f                                                  | g                                                  | h                                                  |   |

Например, при короле чёрных на b7 следует 1.d6 Крс6 2.а6 или при ходе чёрных 1. … Кра6 2.d6 Kpb7 3.а6+ и так далее (предложено А. Студенецким, 1939).
|   | a                                                                    | b                                                                    | c                                                                    | d                                                                    | e                                                                    | f                                                                    | g                                                                    | h                                                                    |   |
| - | -------------------------------------------------------------------- | -------------------------------------------------------------------- | -------------------------------------------------------------------- | -------------------------------------------------------------------- | -------------------------------------------------------------------- | -------------------------------------------------------------------- | -------------------------------------------------------------------- | -------------------------------------------------------------------- | - |
| 8 | e5 белая пешка · f5 чёрный король · h4 белая пешка · a1 белый король | e5 белая пешка · f5 чёрный король · h4 белая пешка · a1 белый король | e5 белая пешка · f5 чёрный король · h4 белая пешка · a1 белый король | e5 белая пешка · f5 чёрный король · h4 белая пешка · a1 белый король | e5 белая пешка · f5 чёрный король · h4 белая пешка · a1 белый король | e5 белая пешка · f5 чёрный король · h4 белая пешка · a1 белый король | e5 белая пешка · f5 чёрный король · h4 белая пешка · a1 белый король | e5 белая пешка · f5 чёрный король · h4 белая пешка · a1 белый король | 8 |
| 7 | e5 белая пешка · f5 чёрный король · h4 белая пешка · a1 белый король | e5 белая пешка · f5 чёрный король · h4 белая пешка · a1 белый король | e5 белая пешка · f5 чёрный король · h4 белая пешка · a1 белый король | e5 белая пешка · f5 чёрный король · h4 белая пешка · a1 белый король | e5 белая пешка · f5 чёрный король · h4 белая пешка · a1 белый король | e5 белая пешка · f5 чёрный король · h4 белая пешка · a1 белый король | e5 белая пешка · f5 чёрный король · h4 белая пешка · a1 белый король | e5 белая пешка · f5 чёрный король · h4 белая пешка · a1 белый король | 7 |
| 6 | e5 белая пешка · f5 чёрный король · h4 белая пешка · a1 белый король | e5 белая пешка · f5 чёрный король · h4 белая пешка · a1 белый король | e5 белая пешка · f5 чёрный король · h4 белая пешка · a1 белый король | e5 белая пешка · f5 чёрный король · h4 белая пешка · a1 белый король | e5 белая пешка · f5 чёрный король · h4 белая пешка · a1 белый король | e5 белая пешка · f5 чёрный король · h4 белая пешка · a1 белый король | e5 белая пешка · f5 чёрный король · h4 белая пешка · a1 белый король | e5 белая пешка · f5 чёрный король · h4 белая пешка · a1 белый король | 6 |
| 5 | e5 белая пешка · f5 чёрный король · h4 белая пешка · a1 белый король | e5 белая пешка · f5 чёрный король · h4 белая пешка · a1 белый король | e5 белая пешка · f5 чёрный король · h4 белая пешка · a1 белый король | e5 белая пешка · f5 чёрный король · h4 белая пешка · a1 белый король | e5 белая пешка · f5 чёрный король · h4 белая пешка · a1 белый король | e5 белая пешка · f5 чёрный король · h4 белая пешка · a1 белый король | e5 белая пешка · f5 чёрный король · h4 белая пешка · a1 белый король | e5 белая пешка · f5 чёрный король · h4 белая пешка · a1 белый король | 5 |
| 4 | e5 белая пешка · f5 чёрный король · h4 белая пешка · a1 белый король | e5 белая пешка · f5 чёрный король · h4 белая пешка · a1 белый король | e5 белая пешка · f5 чёрный король · h4 белая пешка · a1 белый король | e5 белая пешка · f5 чёрный король · h4 белая пешка · a1 белый король | e5 белая пешка · f5 чёрный король · h4 белая пешка · a1 белый король | e5 белая пешка · f5 чёрный король · h4 белая пешка · a1 белый король | e5 белая пешка · f5 чёрный король · h4 белая пешка · a1 белый король | e5 белая пешка · f5 чёрный король · h4 белая пешка · a1 белый король | 4 |
| 3 | e5 белая пешка · f5 чёрный король · h4 белая пешка · a1 белый король | e5 белая пешка · f5 чёрный король · h4 белая пешка · a1 белый король | e5 белая пешка · f5 чёрный король · h4 белая пешка · a1 белый король | e5 белая пешка · f5 чёрный король · h4 белая пешка · a1 белый король | e5 белая пешка · f5 чёрный король · h4 белая пешка · a1 белый король | e5 белая пешка · f5 чёрный король · h4 белая пешка · a1 белый король | e5 белая пешка · f5 чёрный король · h4 белая пешка · a1 белый король | e5 белая пешка · f5 чёрный король · h4 белая пешка · a1 белый король | 3 |
| 2 | e5 белая пешка · f5 чёрный король · h4 белая пешка · a1 белый король | e5 белая пешка · f5 чёрный король · h4 белая пешка · a1 белый король | e5 белая пешка · f5 чёрный король · h4 белая пешка · a1 белый король | e5 белая пешка · f5 чёрный король · h4 белая пешка · a1 белый король | e5 белая пешка · f5 чёрный король · h4 белая пешка · a1 белый король | e5 белая пешка · f5 чёрный король · h4 белая пешка · a1 белый король | e5 белая пешка · f5 чёрный король · h4 белая пешка · a1 белый король | e5 белая пешка · f5 чёрный король · h4 белая пешка · a1 белый король | 2 |
| 1 | e5 белая пешка · f5 чёрный король · h4 белая пешка · a1 белый король | e5 белая пешка · f5 чёрный король · h4 белая пешка · a1 белый король | e5 белая пешка · f5 чёрный король · h4 белая пешка · a1 белый король | e5 белая пешка · f5 чёрный король · h4 белая пешка · a1 белый король | e5 белая пешка · f5 чёрный король · h4 белая пешка · a1 белый король | e5 белая пешка · f5 чёрный король · h4 белая пешка · a1 белый король | e5 белая пешка · f5 чёрный король · h4 белая пешка · a1 белый король | e5 белая пешка · f5 чёрный король · h4 белая пешка · a1 белый король | 1 |
|   | a                                                                    | b                                                                    | c                                                                    | d                                                                    | e                                                                    | f                                                                    | g                                                                    | h                                                                    |   |

Правило блуждающего квадрата не действует в единственном случае — если король слабейшей стороны, за которой очередь хода, немедленно после построения квадрата уничтожает одну из пешек противника. Например, здесь белые пытаются выиграть, построив «блуждающий квадрат» — 1.h5. Квадрат построен, но здесь это не работает, так как чёрный король своим следующим ходом немедленно уничтожает одну из пешек — 1…Кр:е5! 2.h6 Крf6 с ничьей.